# Liste der Baudenkmäler in Gräfenberg
Auf dieser Seite sind die Baudenkmäler in der oberfränkischen Stadt Gräfenberg zusammengestellt. Diese Tabelle ist eine Teilliste der Liste der Baudenkmäler in Bayern. Grundlage ist die Bayerische Denkmalliste, die auf Basis des Bayerischen Denkmalschutzgesetzes vom 1. Oktober 1973 erstmals erstellt wurde und seither durch das Bayerische Landesamt für Denkmalpflege geführt wird. Die folgenden Angaben ersetzen nicht die rechtsverbindliche Auskunft der Denkmalschutzbehörde.
 Diese Liste gibt den Fortschreibungsstand vom 30. November 2023 wieder und enthält 111 Baudenkmäler.

## Ensembles

### Altstadt Gräfenberg
Das Ensemble (Lage) umfasst die ehemals ummauerte Kernstadt von Gräfenberg. Der 1172 zuerst urkundlich erwähnte, auf einer Hangstufe über dem Schwabachtal gelegene Ort entwickelte sich an einem Schnittpunkt dreier alter, von Nürnberg, Bayreuth und Egloffstein heranführender Straßen, der durch eine abgegangene Burg (zwischen der Gasse Am Gesteiger und der Bahnhofstraße) gesichert war: Östlich davon veranschaulicht die im Kern hochmittelalterliche Stadtpfarrkirche eine zweite Keimzelle der Stadtwerdung. 1333 erlangten die adligen Grundherren Marktrecht, 1371 von Karl IV. auch Stadtrecht; in der Folgezeit wurde planmäßig der Marktplatz angelegt und die Stadt durch eine Ringmauer befestigt. Der Nordteil der im Wesentlichen rechteckigen Stadtanlage wird ausschließlich durch den längsrechteckigen Marktplatz, einen Straßenmarkt, und dessen anrainende Parzellen ausgefüllt. Der Platz ist geschlossen umbaut, zwei Zeilen giebel- und traufständiger Bürgerhäuser, überwiegend Putzbauten mit Satteldächern und dem 16. bis 18. Jahrhundert angehörend, stehen sich gegenüber. Die schmale Nordseite wird durch das Egloffsteiner Tor und das aus der Flucht vorrückende Rathaus abgeschlossen. In der Platzmitte erhob sich bis 1870 freistehend das alte Rathaus. In die südliche Schmalseite, die vom sogenannten Wolfsberger Schloss beherrscht wird, laufen von Osten und Westen die Straßen von Bayreuth und Nürnberg ein, erstere gleichfalls ein geschlossen mit Bürgerhäusern, meist des 16. bis 18. Jahrhundert bebauter und durch ein Tor, das Hilpoltsteiner, abgeriegelter Straßenzug, letztere eine kurze gewundene, dem Gelände angepasste Straße (Bahnhofstraße) die bis in das 19. Jahrhundert auf der Höhe von Bahnhofstraße 4 durch das Nürnberger Tor abgeschlossen war. Die südliche Stadthälfte, zum Teil am Hang gelegen, lässt in der Unregelmäßigkeit der Grundrissstruktur die ältesten Anfänge von Gräfenberg noch erkennen. Sie wird von der Pfarrkirche beherrscht, die locker von Schulhaus, Apotheke, Altem Pfarrhaus umgeben ist und durch die südliche Häuserzeile der Bayreuther Straße vom Marktplatz abgeschirmt bleibt. Westlich der Kirche manifestiert das Pflegschloss die Stadtherrschaft, die seit 1540 die Reichsstadt Nürnberg ausübte. In dem steilen, nach Süden abschüssigen und durch das Taltor geschlossenen Gassenzug Am Gesteiger wird die Süd-Nord-Richtung des Marktplatzes noch einmal aufgenommen und dessen regelmäßige Bebauung, meist durch kleinere Wohnhäuser des 16. bis 18. Jahrhundert, wiederholt. In diesem Bereich haben sich Reste der Stadtmauern und des Stadtgrabens erhalten. Aktennummer: E-4-74-132-1.

### Scheunenviertel Egloffsteiner Straße
Am Hang gelegenes Scheunenviertel (Lage), mit locker gestaffelt angeordneten Scheunen des 17. bis 19. Jahrhunderts, die als Lager- und Speicherbauten der Bürger dienten und aus Feuerschutzgründen nicht im Innern der Stadt ihren Platz fanden. Aktennummer: E-4-74-132-2.

## Stadtbefestigung
| Lage | Objekt                                                                              | Beschreibung | Akten-Nr.              | Bild           |
| --- | ----------------------------------------------------------------------------------- | --- | ---------------------- | -------------- |
| Nähe Kalkach; Nähe Schulgasse; Schlossgarten; Schlossgarten 2; Bahnhofstraße 23; Kalkach; Nähe Am Gesteiger (Standort) | Ehemalige Stadtbefestigung                                                          | Teile der mittelalterlichen Stadtmauer, Naturstein, wohl ab 1371 errichtet, zum Teil als von daran angefügten bzw. auf ihr aufsitzenden Gebäuden genutzt: Am Gesteiger 3, 16; Reste der Anlagen des mittelalterlichen Stadtgrabens Am Gesteiger 12, 14, 16; zu den ehemaligen Torhäusern vergleiche Bahnhofstraße 2, Bayreuther Straße 12 und Torgasse 1, zum Mauerstück unterhalb des ehemaligen Nürnberger Pflegeschlosses vergleiche ehemalige Schlossgartenmauer, Kirchplatz 8 | D-4-74-132-73 Wikidata | weitere Bilder |
| Am Gesteiger 3 (Standort)                                                                                              | Nürnberger Tor, auch Gesteiger Tor, Taltor, Untertor, Stadttor                      | Dreigeschossiger Walmdachbau, mit Südfront auf der mittelalterlichen Stadtmauer aufsitzend, im Untergeschoss Tordurchfahrt, massiv, verputzt, 18. Jahrhundert über älterem Kern | D-4-74-132-5 Wikidata  | weitere Bilder |
| Bahnhofstraße 2 (Standort)                                                                                             | Ehemaliges Torhaus des Badtores und Nagelschmiede                                   | Kleiner Walmdachbau, massiv, mit vorkragendem Fachwerkobergeschoss, 1650, 1831 verändert | D-4-74-132-16 Wikidata | weitere Bilder |
| Bayreuther Straße 7 (Standort)                                                                                         | Hiltpoltsteiner Tor, auch Pfaffentor, Schönfelder Tor und Bayreuther Tor            | Dreigeschossiger Torturm mit Satteldach, massiv verputzt, rundbogiges Tor mit 1545 aufgesetzter Wohnung | D-4-74-132-34 Wikidata | weitere Bilder |
| Torgasse 1 (Standort)                                                                                                  | Egloffsteiner Tor, ehemals auch Wethtor, Schütt-Tor, Schwemmtor und Obertor genannt | Dreigeschossiger Torturm mit Satteldach, spätmittelalterlich, mit quer angefügtem Satteldachanbau mit vorkragendem Obergeschoss, 17. Jahrhundert, massiv und Fachwerk; auf der mittelalterlichen Stadtmauer aufsitzend | D-4-74-132-74 Wikidata | weitere Bilder |

## Baudenkmäler nach Gemeindeteilen

### Gräfenberg
| Lage                                                              | Objekt                                                                       | Beschreibung | Akten-Nr.                         | Bild           |
| ----------------------------------------------------------------- | ---------------------------------------------------------------------------- | --- | --------------------------------- | -------------- |
| Am Bach 9; Nähe Kasberger Straße (Standort)                       | Wohnhaus                                                                     | Zweigeschossiger Walmdachbau, Erdgeschoss massiv, Fachwerkobergeschoss, im Kern 17. Jahrhundert; zweigeschossige Remise mit Satteldach, massives Erdgeschoss, Fachwerkobergeschoss, 17. Jahrhundert; Scheune, verputzter Satteldachbau mit Hechtgauben, 19. Jahrhundert | D-4-74-132-1 Wikidata             | weitere Bilder |
| Am Bach 15 (Standort)                                             | Ehemaliges Färberhaus                                                        | Fachwerk verputzt, bezeichnet 1627, Vorbau an der Südwestecke, ehemaliges Tagelöhnerhaus des Gutes Schönfeld 1641 hierher transloziert und als Austragshäuschen genutzt | D-4-74-132-2 Wikidata             | BW             |
| Am Gesteiger 2 (Standort)                                         | Bürgerhaus in Ecklage                                                        | Giebelständiger Satteldachbau, Erdgeschoss massiv, Obergeschoss in Fachwerk, verputzt, 17. Jahrhundert | D-4-74-132-4 Wikidata             | weitere Bilder |
| Am Gesteiger 8 (Standort)                                         | Sogenanntes Bürgerhaus                                                       | Ehemalige Schule, davor Amtsgerichtsgefängnis, dreigeschossiger massiver Walmdachbau, verputzt, 1732, 1877 verändert | D-4-74-132-6 Wikidata             | weitere Bilder |
| Am Gesteiger 10 (Standort)                                        | Bürgerhaus                                                                   | Giebelständiger Satteldachbau, Erdgeschoss massiv, Obergeschoss Fachwerk, 17. Jahrhundert; Stadtgraben, mittelalterlich | D-4-74-132-7 Wikidata             | weitere Bilder |
| Am Gesteiger 12 (Standort)                                        | Bürgerhaus                                                                   | Giebelständiger Satteldachbau, Erdgeschoss massiv, Obergeschoss Fachwerk verputzt, 17. Jahrhundert; Stadtgraben, mittelalterlich | D-4-74-132-8 Wikidata             | weitere Bilder |
| Am Gesteiger 14 (Standort)                                        | Wohnhaus                                                                     | Zweigeschossiger Satteldachbau mit Zwerchgiebel, Erdgeschoss massiv, Obergeschoss Fachwerk, 17. Jahrhundert; Stadtgraben, mittelalterlich | D-4-74-132-9 Wikidata             | weitere Bilder |
| Am Gesteiger 16 (Standort)                                        | Bürgerhaus                                                                   | Dreiflügeliger zweigeschossiger ehemaliger Walmdachbau, Erdgeschoss massiv, Obergeschoss Fachwerk verputzt, zum Teil auf der Stadtmauer aufsitzend, 17. Jahrhundert, Ausbau 18. Jahrhundert, Ausbau des Walms zum Giebel 1957; Stadtgraben, mittelalterlich | D-4-74-132-10 Wikidata            | weitere Bilder |
| Am Gesteiger 18 (Standort)                                        | Bürgerhaus                                                                   | Zweigeschossiger Satteldachbau, Erdgeschoss massiv verputzt, vorkragendes Fachwerkobergeschoss, bezeichnet 1688; auf markant spitzwinkligem Eckgrundstück | D-4-74-132-11 Wikidata            | weitere Bilder |
| Am Michelsberg 8 (Standort)                                       | Wohnhaus                                                                     | Zweigeschossiger traufständiger Satteldachbau, wohl massiv verputzt, erste Hälfte 19. Jahrhundert mit älterem Kern, 1859–80 als Schulhaus genutzt | D-4-74-132-13 Wikidata            | BW             |
| Am Michelsberg; Nähe Jägersberg; Steinleite (Standort)            | Kriegsgefallenen-Denkmal                                                     | Tempelartiger Bau auf ovalem Grundriss mit Inschrifttafel, bezeichnet 1924, signiert von Wilhelm Schemm, davor Aussichtsplattform und Freitreppenanlage bis zur Bayreuther Straße | D-4-74-132-12 Wikidata            | weitere Bilder |
| Am Pinsel 3; Am Pinsel 2 (Standort)                               | Ehemalige Essigfabrik, sogenannter Freimaurer-Hof                            | Gebäudegruppe aus drei verputzten Massivbauten: Fabrikantenvilla, zweigeschossiger Satteldachbau mit Zwerchhäusern mit klassizistischen Giebeln und Lünettenfenstern, 1822/24; westseitig anschließendes Wirtschaftsgebäude, eingeschossiger, verputzter Satteldachbau, im Kern wohl 18. Jh., ab 1824 Essigfabrik, um 1890 Umbau zur Schlosserei; Wohnhaus, eingeschossiger, verputzter Satteldachbau mit zentralem Querbau und gotisierenden Fenstern, im Kern wohl 18. Jh., mit rückwärtig abgewalmtem Stallteil, gewölbter Kalksteinquaderbau, wohl 19. Jh. | D-4-74-132-14 Wikidata            | BW             |
| Bahnhofstraße 1 (Standort)                                        | Wohn- und Geschäftshaus                                                      | Zweigeschossiger traufständiger Satteldachbau, massives Erdgeschoss mit Ladeneinbau, Fachwerkobergeschoss, 1642 eingeschossig errichtet, 1669 aufgestockt, Lagerraumanbau 1907, Fachwerkfreilegung 1927 | D-4-74-132-15 Wikidata            | weitere Bilder |
| Bahnhofstraße 7 (Standort)                                        | Brauereigasthaus                                                             | Breitgelagerter giebelständiger Schopfwalmdachbau, Fachwerkgiebel, verputzt, 1754 neu errichtet | D-4-74-132-20 Wikidata            | weitere Bilder |
| Bahnhofstraße 9 (Standort)                                        | Kommunbrauhaus                                                               | Zweigeschossiger traufständiger Bau, Bruchstein verputzt und Fachwerk, flach geneigtes Satteldach, 1628, 1870 verändert | D-4-74-132-106 Wikidata           | weitere Bilder |
| Bahnhofstraße 10 (Standort)                                       | Wohnhaus                                                                     | Giebelständiger zweigeschossiger Satteldachbau, schmal, langgestreckt, Erdgeschoss massiv, Obergeschoss in Fachwerk, zweite Hälfte 17. Jahrhundert, Fachwerkfreilegung 1987 | D-4-74-132-21 Wikidata            | weitere Bilder |
| Bahnhofstraße 12 (Standort)                                       | Wohnhaus                                                                     | Zweigeschossiger Satteldachbau, seitlich abgewalmte Erweiterung, Putzbau, vor 1640, mit jüngeren Veränderungen; Rückgebäude mit Fachwerk, 18. Jahrhundert | D-4-74-132-22 Wikidata            | BW             |
| Bahnhofstraße 13 (Standort)                                       | Ehemaliges Hafnerhaus                                                        | Zweigeschossiger Satteldachbau, Erdgeschoss massiv, Obergeschoss Fachwerk, 1679 | D-4-74-132-104 Wikidata           | weitere Bilder |
| Nähe Bahnhofstraße (Standort)                                     | Brennhaus                                                                    | Zum Hafnerhaus gehörig; Fachwerkbau mit Satteldach, bezeichnet „1778“ | D-4-74-132-104 Wikidata           | weitere Bilder |
| Bahnhofstraße 14; Bahnhofstraße 16; Nähe Bahnhofstraße (Standort) | Handwerkerhaus                                                               | Dreigeschossiges traufständiges Satteldachhaus mit späterem Zwerchgiebel, massiv und Fachwerk, 1671; mit mechanischer Werkstatt, erdgeschossiger Flachdachanbau, massiv, 1917; mit Ausstattung | D-4-74-132-122 Wikidata           | weitere Bilder |
| Bahnhofstraße 18 (Standort)                                       | Wohnhaus                                                                     | Über hohem Kellergeschoss zweigeschossiger traufständiger Satteldachbau, massiv mit Fachwerkgiebel, 1648 | D-4-74-132-24 Wikidata            | weitere Bilder |
| Bahnhofstraße 19 (Standort)                                       | Wohnhaus                                                                     | Zweigeschossiger traufständiger Satteldachbau, bezeichnet „1853“, im Kern um 1670 | D-4-74-132-25 Wikidata            | weitere Bilder |
| Bahnhofstraße 31 (Standort)                                       | Ehemaliges städtisches Armenhaus                                             | Zweigeschossiger traufständiger Satteldachbau, massives Erdgeschoss, Fachwerkobergeschoss, Stifterinschrift, bezeichnet „1705“ | D-4-74-132-26 Wikidata            | weitere Bilder |
| Bayreuther Straße 1 (Standort)                                    | Wohn- und Geschäftshaus                                                      | Kleiner zweigeschossiger giebelständiger Satteldachbau (ursprünglich mit Schopfwalm), massiv und Fachwerk, verputzt, im Kern 1684, stark überformt | D-4-74-132-27 Wikidata            | weitere Bilder |
| Bayreuther Straße 2 (Standort)                                    | Ehemaliges Wohn- und Wirtshaus                                               | Zweigeschossiger Traufseitbau, Erdgeschoss massiv, Obergeschoss Fachwerk, verputzt, nach 1567, 1933 mit Zwerchgiebel versehen | D-4-74-132-28 Wikidata            | weitere Bilder |
| Bayreuther Straße 3 (Standort)                                    | Gasthof zur Traube                                                           | Zweigeschossiger traufständiger Eckbau, Satteldach mit Zwerchhaus, massiv und Fachwerk, verputzt, im Kern nach 1567 | D-4-74-132-29 Wikidata            | weitere Bilder |
| Bayreuther Straße 4 (Standort)                                    | Bürgerhaus                                                                   | Zweigeschossiger traufständiger Satteldachbau mit Zwerchgiebel, massiv, bezeichnet „1810“; im Rückgebäude klassizistische Haustür | D-4-74-132-30 Wikidata            | BW             |
| Bayreuther Straße 5 (Standort)                                    | Ehemalige Gemeindeschmiede                                                   | Zweigeschossiges Eckhaus mit Satteldach, Fachwerk verputzt, 16./17. Jahrhundert, Verlängerung der Rückseite über die Stadtmauer hinaus 1877, Renovierung und Teilumbau 1996 | D-4-74-132-31 Wikidata            | weitere Bilder |
| Bayreuther Straße 6 (Standort)                                    | Wohn- und Geschäftshaus                                                      | Zweigeschossiger traufständiger Satteldachbau, Sandsteinquader, mit Rückgebäude zum Kirchplatz, um 1820, Schaufenster im 20. Jahrhundert vergrößert | D-4-74-132-32 Wikidata            | weitere Bilder |
| Bayreuther Straße 8 (Standort)                                    | Wohn- und Geschäftshaus                                                      | Zweigeschossiger giebelständiger Schopfwalmdachbau, Erdgeschoss massiv, Fachwerkobergeschoss, im Kern nach 1567, Veränderungen 17./18. Jahrhundert, Ladeneinbau 20. Jahrhundert, Fachwerkfreilegung 1981 | D-4-74-132-33 Wikidata            | weitere Bilder |
| Bayreuther Straße 12 (Standort)                                   | Ehem. Mesnerhaus                                                             | Zweigeschossiges, an das Hiltpoldsteiner Tor und die Stadtmauer angebautes Satteldachhaus, massiv, verputzt, um 1615 | D-4-74-132-154                    | weitere Bilder |
| Bayreuther Straße 13 (Standort)                                   | Wohnhaus                                                                     | Zweigeschossiger giebelständiger Satteldachbau, Erdgeschoss massiv, Fachwerkobergeschoss, verputzt, 17. Jahrhundert | D-4-74-132-111 Wikidata           | BW             |
| Bayreuther Straße 18 (Standort)                                   | Sogenanntes Thalgut, Bauernhaus                                              | Zweigeschossiger giebelständiger Satteldachbau, Erdgeschoss massiv, Obergeschoss Fachwerk, verputzt, im Kern 17./18. Jahrhundert; Schweinestall, Bruchsteinsockelgeschoss, Fachwerkobergeschoss mit Satteldach, wohl 18. Jahrhundert | D-4-74-132-35 Wikidata            | BW             |
| Bayreuther Straße 20 (Standort)                                   | Ehemaliges Forstamt                                                          | Zweigeschossiger Walmdachbau, massiv verputzt, 1818 | D-4-74-132-37 Wikidata            | weitere Bilder |
| Bayreuther Straße 22 (Standort)                                   | Wohn- und Geschäftshaus                                                      | Zweigeschossiger Walmdachbau, massiv verputzt, frühes 19. Jahrhundert mit älterem Kern, Ladeneinbau 1928 | D-4-74-132-38 Wikidata            | weitere Bilder |
| Egloffsteiner Straße 6 (Standort)                                 | Ehemaliges Gerberhaus                                                        | Zweigeschossiger traufständiger Satteldachbau über hohem Kellergeschoss, Fachwerk verputzt, 1645 eingeschossig errichtet, 1915 aufgestockt | D-4-74-132-41 Wikidata            | weitere Bilder |
| Egloffsteiner Straße 8 (Standort)                                 | Ehemalige Scheune, dann Wohnwirtschaftsgebäude                               | Zweigeschossiges Frackdachhaus mit Krüppelwalm, Fachwerk verputzt, aus dem Hang tretendes Kellergeschoss, 17. Jahrhundert, 1716 Umbau des vorderen Teils zu Wohnteil | D-4-74-132-40 Wikidata            | weitere Bilder |
| Guttenburger Straße 2; Guttenburger Straße 4 (Standort)           | Doppelhaus                                                                   | Zweigeschossiges Haus mit Satteldach, massiv, stark überformte Fassade, 1636 | D-4-74-132-112 Wikidata           | weitere Bilder |
| Guttenburger Straße 2; Guttenburger Straße 4 (Standort)           | Schmiedeeiserner Ausleger                                                    | Mit überdimensonalem Schlüssel, um 1900 | D-4-74-132-112 zugehörig Wikidata | weitere Bilder |
| Guttenburger Straße 6a (Standort)                                 | Wohnhaus                                                                     | Zweigeschossiger Traufseitbau massiv, Obergeschoss zum Teil in Fachwerk, 17. Jahrhundert, 1720 aufgestockt | D-4-74-132-113 Wikidata           | weitere Bilder |
| Kasberger Straße 1; Kasberger Straße 3 (Standort)                 | Ehemaliges Wachhaus und Tagelöhnerhaus, später Bäckerei                      | Gruppe aus zweigeschossigen Kleinhäusern mit Satteldächern, verputzt, im Kern 1700, 1889; am Egloffsteiner Tor | D-4-74-132-48 Wikidata            | weitere Bilder |
| Kasberger Straße 5 (Standort)                                     | Wohnhaus                                                                     | Frackdachhaus, Fachwerk verputzt, Mitte 19. Jahrhundert | D-4-74-132-49 Wikidata            | weitere Bilder |
| Kasberger Straße 9 (Standort)                                     | Kleinhaus                                                                    | Eingeschossiger Satteldachbau mit angeschlossenem Stallstadelgebäude, verputzt, 19. Jahrhundert | D-4-74-132-50 Wikidata            | weitere Bilder |
| Kirchplatz 1 (Standort)                                           | Wohnhaus                                                                     | Zweigeschossiger Satteldachbau, Erdgeschoss massiv, Fachwerkobergeschoss, Veränderungen erste Hälfte 18. Jahrhundert, Fachwerkfreilegung 1994 | D-4-74-132-114 Wikidata           | weitere Bilder |
| Kirchplatz 2 (Standort)                                           | Apotheke                                                                     | Zweigeschossiger verputzter Satteldachbau (ursprünglich mit Schopfwalm über der Aufzugsöffnung), massiv und Fachwerk, 1665 neu errichtet, 1980 Entfernung des Schopfwalms | D-4-74-132-51 Wikidata            | weitere Bilder |
| Kirchplatz 3 (Standort)                                           | Ehemaliges Pfarrhaus                                                         | Zweigeschossiger Sandsteinquaderbau mit Ecklisenen, Mittelrisalit und Satteldach, 1821/22 | D-4-74-132-52 Wikidata            | weitere Bilder |
| Kirchplatz 6; Kirchplatz 8 (Standort)                             | Ehemaliges Nürnbergisches Pflegeschloss                                      | Kernbau dreigeschossiger massiver verputzter Satteldachbau, Anbau dreigeschossig mit Walmdach, im Kern 14. Jahrhundert, erneuert 1559 und 1586, 1812 mit Anbau von Conrad Kramer versehen und zum Amtsgericht umgebaut; Reste der Schlossgarten-Stützmauern, zweite Hälfte 16./17. Jahrhundert | D-4-74-132-54 Wikidata            | weitere Bilder |
| Kirchplatz 10 (Standort)                                          | Evangelisch-lutherische Stadtpfarrkirche Trinitatis, ehemals St. Peter       | Saalkirche, verputzter Massivbau mit Eckquaderungen, quadratischer Turm mit eingezogenem Achtort mit Zeltdachabschluss, Langhaus mit Satteldach um 1300, eingezogener spätgotischer Chor mit 5/8-Schluss von 1462, Turmunterbau mittelalterlich, Obergeschosse 1556, ab 1699 nach Norden erweitert und das Dach erhöht, Portal bezeichnet „1725“ | D-4-74-132-55 Wikidata            | weitere Bilder |
| Marktplatz 1 (Standort)                                           | Rathaus                                                                      | Zweigeschossiger massiver Satteldachbau, polygonaler Erker mit Zwiebelhaube, zweigeschossiges Rückgebäude mit Fachwerkobergeschoss, 1697 als Bürgerhaus errichtet, 1870 zum Rathaus umgebaut, Glockendachreiter ehemals mit Flachsatteldach, 1965 mit Zwiebelhaube erneuert; mit Ausstattung | D-4-74-132-56 Wikidata            | weitere Bilder |
| Marktplatz 2 (Standort)                                           | Ehemaliges Bürgerhaus, heute Gasthaus                                        | Traufständiger zweigeschossiger Satteldachbau, verputzt, im Kern nach 1567, Ausbau im 18. Jahrhundert, Erdgeschoss zweite Hälfte 20. Jahrhundert modernisiert | D-4-74-132-57 Wikidata            | weitere Bilder |
| Marktplatz 3 (Standort)                                           | Ehemaliges Bürgerhaus, heute Wohn- und Geschäftshaus                         | Zweigeschossiger traufständiger Satteldachbau mit massivem Erdgeschoss, im Kern nach 1567, späterer Ausbau, heutiges Erscheinungsbild mit Schaufenstern im Erdgeschoss und freigelegtem Fachwerk im Obergeschoss 1978 | D-4-74-132-58 Wikidata            | weitere Bilder |
| Marktplatz 5 (Standort)                                           | Bürgerhaus                                                                   | Zweigeschossiger giebelständiger Satteldachbau, Erdgeschoss massiv, Obergeschoss in Fachwerk, rückwärtig offener Laubengang, Zierfachwerk und Schopfwalm, im Kern nach 1567, Umbau bezeichnet „1702“ | D-4-74-132-59 Wikidata            | weitere Bilder |
| Marktplatz 7 (Standort)                                           | Ehemaliges Bürgerhaus, heute Wohn- und Geschäftshaus                         | Traufseitbau, massiv und Fachwerk, verputzt, im Kern nach 1567, Schleppgauben und Umbau des Obergeschosses 1917, Ladeneinbau im Erdgeschoss und Fassadenveränderungen 1950er Jahre, Schaufenstervergrößerungen 1965 | D-4-74-132-60 Wikidata            | weitere Bilder |
| Marktplatz 10 (Standort)                                          | Stattliches Bürgerhaus, sogenanntes Wolfsberger Schloss                      | Dreigeschossiges giebelständiges Satteldachhaus, massiv, verputzt, nach 1567, mit Veränderungen im 19. und 20. Jahrhundert | D-4-74-132-61 Wikidata            | weitere Bilder |
| Marktplatz 11 (Standort)                                          | Wohn- und Geschäftshaus, ehemaliges Gasthaus Zum Roten Ochsen                | Zweigeschossiges Satteldachhaus in Ecklage, massiv und Fachwerk, verputzt, nach 1567, Um- oder Neubau 1626, Überformungen 20. Jahrhundert | D-4-74-132-62 Wikidata            | weitere Bilder |
| Marktplatz 12 (Standort)                                          | Ehemalige Posthalterei, dann Gasthof Zum Weißen Ross, später Hotel Alte Post | Zweigeschossiges Satteldachhaus in Ecklage, massives Erdgeschoss, Fachwerkobergeschoss, verputzt, nach 1567, späterer Ausbau, im Giebelfeld Gemälde von Georg Prell von 1927 | D-4-74-132-63 Wikidata            | weitere Bilder |
| Marktplatz 13; Nähe Bahnhofstraße (Standort)                      | Wohn- und Geschäftshaus                                                      | Zweigeschossiger traufständiger Satteldachbau, massiv verputzt, nach 1567, vollständiger Umbau der Fassade 1952 | D-4-74-132-64 Wikidata            | weitere Bilder |
| Marktplatz 16 (Standort)                                          | Bürgerhaus                                                                   | Dreigeschossiger traufständiger Satteldachbau mit breitem flachgeneigtem Zwerchgiebel, ehemaliger zweigeschossiger Traufseitbau des 16. Jahrhunderts, um 1860 aufgestockt | D-4-74-132-65 Wikidata            | weitere Bilder |
| Marktplatz 17 (Standort)                                          | Wohn- und Geschäftshaus                                                      | Zweigeschossiger giebelständiger Satteldachbau, Erdgeschoss massiv, Fachwerkobergeschoss, verputzt im Kern nach 1567, Ladenvergrößerungen 1959 und 1963 | D-4-74-132-66 Wikidata            | weitere Bilder |
| Marktplatz 18 (Standort)                                          | Ehemaliges Gerberhaus, heute Wohn- und Geschäftshaus                         | Zweigeschossiges Traufseithaus, Erdgeschoss massiv, Obergeschoss in Fachwerk, verputzt, im Kern nach 1567, Überformungen: 1956 Schaufenstereinbau, 1960 Zwerchhaus mit Ladeluke durch Schleppgaube ersetzt | D-4-74-132-67 Wikidata            | weitere Bilder |
| Marktplatz 19 (Standort)                                          | Wohn- und Geschäftshaus                                                      | Ehemaliger zweigeschossiger traufständiger Satteldachbau, wohl massiv, verputzt, 1729 bis ca. 1739 errichtet, hausbreites Zwerchhaus 1927, Ladeneinbau drittes Viertel 20. Jahrhundert | D-4-74-132-68 Wikidata            | weitere Bilder |
| Marktplatz 20 (Standort)                                          | Ehemaliges Gasthaus Eckala                                                   | Zweigeschossiger traufständiger Satteldachbau mit seitlicher Tordurchfahrt, massiv, im Kern nach 1567, Umbau 1651 (am Torbogen bezeichnet), 1988 renoviert | D-4-74-132-69 Wikidata            | weitere Bilder |
| Nähe Bahnhofstraße (Standort)                                     | Ehemaliges Malzdörrhaus                                                      | Satteldachbau, massiv mit Fachwerkgiebel, 1607, bezeichnet „1681“ und „1827“; ehemals zum Kommunbrauhaus gehörig (vergleiche Bahnhofstraße 9) | D-4-74-132-36 Wikidata            | weitere Bilder |
| Nähe Egloffsteiner Straße (Standort)                              | Scheune                                                                      | Giebelseitig erschlossener Satteldachbau mit K-Streben im Giebeldreieck, die Kopfstreben nach oben angeblattet, Sockel massiv, 1550–1600, bezeichnet „1702“; gegenüber Nummer 13 | D-4-74-132-43 Wikidata            | weitere Bilder |
| Nähe Egloffsteiner Straße (Standort)                              | Scheune                                                                      | Verputzter Satteldachbau, massiv und Fachwerk, Giebelverbretterung, 18. Jahrhundert; vor Nummer 14 | D-4-74-132-44 Wikidata            | weitere Bilder |
| Nähe Egloffsteiner Straße (Standort)                              | Scheune                                                                      | Eingeschossiger Traufseitbau in Fachwerkbauweise über Kellergeschoss mit Satteldach und Abseite, 18. Jahrhundert, Keller vermutlich älter | D-4-74-132-124 Wikidata           | weitere Bilder |
| Nähe Egloffsteiner Straße (Standort)                              | Scheune                                                                      | Satteldachbau, Erdgeschoss massiv, Obergeschoss Fachwerk, wohl 1550–1650 | D-4-74-132-125 Wikidata           | weitere Bilder |
| Nähe Egloffsteiner Straße (Standort)                              | Scheune                                                                      | Giebelseitig erschlossener Fachwerkbau mit Satteldach, K-Streben, Kopfstreben nach oben angeblattet, 1550–1600 | D-4-74-132-123 Wikidata           | weitere Bilder |
| Nähe Egloffsteiner Straße (Standort)                              | Fachwerkscheune                                                              | Giebelseitig erschlossener Satteldachbau, K-Streben, Kopfstreben nach oben angeblattet, 1550–1600; gegenüber Nummer 11 | D-4-74-132-42 Wikidata            | weitere Bilder |
| Nähe Hubertusstraße (Standort)                                    | Große Fachwerkscheune                                                        | Teilverputzt, Krüppelwalmdach mit Eulenloch, bezeichnet „1666“ und „1723“; nach Nummer 3 | D-4-74-132-46 Wikidata            | weitere Bilder |
| Nähe Hubertusstraße (Standort)                                    | Scheune                                                                      | Verbretterter Fachwerkbau mit Satteldach über massivem Kellergewölbe, Mitte 17. Jahrhundert | D-4-74-132-121 Wikidata           | weitere Bilder |
| Obere Stadtmauerstraße 2 (Standort)                               | Wohnhaus                                                                     | Zweigeschossiger Satteldachbau, massiv und Fachwerk, 17. Jahrhundert, 1906 nach Abbruch der spätmittelalterlichen Stadtmauer verbreitert | D-4-74-132-71 Wikidata            | weitere Bilder |
| Schlossgarten 2 (Standort)                                        | Villa                                                                        | Zweigeschossiger Mansardwalmdachbau, massiv, verputzt, barockisierender Reformstil, um 1910 | D-4-74-132-115 Wikidata           | weitere Bilder |

### Dörnhof
| Lage                 | Objekt    | Beschreibung                                                                              | Akten-Nr.              | Bild      |
| -------------------- | --------- | ----------------------------------------------------------------------------------------- | ---------------------- | --------- |
| Dörnhof 3 (Standort) | Burgstall | Ehemaliger mittelalterlicher Ansitz, an der Ostseite hohe Natursteinfuttermauern erhalten | D-4-74-132-75 Wikidata | Burgstall |

### Gräfenbergerhüll
| Lage                          | Objekt         | Beschreibung                                                                                            | Akten-Nr.              | Bild           |
| ----------------------------- | -------------- | --- | ---------------------- | -------------- |
| Gräfenbergerhüll 8 (Standort) | Scheunengruppe | Stattlicher Satteldachbau, Fachwerk, Kernbau 18. Jahrhundert mit Anbauten zweite Hälfte 19. Jahrhundert | D-4-74-132-76 Wikidata | Scheunengruppe |

### Guttenburg
| Lage                     | Objekt             | Beschreibung                                                                            | Akten-Nr.     | Bild               |
| ------------------------ | ------------------ | --------------------------------------------------------------------------------------- | ------------- | ------------------ |
| Guttenburg 20 (Standort) | Schloss Guttenburg | Über hohem Sockel eingeschossiger Mansardwalmdachbau, massiv, verputzt, 18. Jahrhundert | D-4-74-132-77 | Schloss Guttenburg |

### Haidhof
| Lage                  | Objekt        | Beschreibung                                                                                     | Akten-Nr.               | Bild |
| --------------------- | ------------- | ------------------------------------------------------------------------------------------------ | ----------------------- | ---- |
| Haidhof 11 (Standort) | Wohnstallhaus | Eingeschossiger Satteldachbau, Fachwerk und massiv, teils verputzt, erste Hälfte 18. Jahrhundert | D-4-74-132-107 Wikidata | BW   |

### Höfles
| Lage                 | Objekt                      | Beschreibung                                                                                         | Akten-Nr.               | Bild |
| -------------------- | --------------------------- | --- | ----------------------- | ---- |
| In Höfles (Standort) | Ehemaliges Hirtenhaus       | Eingeschossiger Satteldachbau, massiv und Fachwerk, verputzt, um 1800, Wohnteil zur Scheune umgebaut | D-4-74-132-105 Wikidata | BW   |
| In Höfles (Standort) | Sogenannte Steinerne Marter | Sockel eines ehemaligen Bildstocks, Kalkstein, 16. Jahrhundert                                       | D-4-74-132-78 Wikidata  | BW   |

### Kasberg
| Lage                  | Objekt        | Beschreibung    | Akten-Nr.              | Bild           |
| --------------------- | ------------- | --------------- | ---------------------- | -------------- |
| In Kasberg (Standort) | Gerichtslinde | Mittelalterlich | D-4-74-132-79 Wikidata | weitere Bilder |

### Lilling
| Lage                         | Objekt                           | Beschreibung | Akten-Nr.              | Bild                             |
| ---------------------------- | -------------------------------- | --- | ---------------------- | -------------------------------- |
| Kreisstraße FO 22 (Standort) | Holzkreuz                        | Um 1900 | D-4-74-132-82 Wikidata | BW                               |
| Lilling 9 (Standort)         | Bauernhaus                       | Zweigeschossiger traufständiger Satteldachbau, Erdgeschoss massiv, Obergeschoss Fachwerk, erste Hälfte 19. Jahrhundert     | D-4-74-132-81 Wikidata | BW                               |
| Marteräcker (Standort)       | Katholische Wegkapelle St. Maria | Verputzter Massivbau, 1818 auf älteren Mauerresten wiedererrichtet; mit Ausstattung; mit Lindengruppe, 17./18. Jahrhundert | D-4-74-132-80 Wikidata | Katholische Wegkapelle St. Maria |

### Neusles
| Lage                 | Objekt        | Beschreibung                                                                                       | Akten-Nr.               | Bild |
| -------------------- | ------------- | -------------------------------------------------------------------------------------------------- | ----------------------- | ---- |
| Neusles 1 (Standort) | Wohnhaus      | Zweigeschossiger giebelständiger Satteldachbau, Erdgeschoss massiv, Obergeschoss Fachwerk, um 1700 | D-4-74-132-108 Wikidata | BW   |
| Neusles 4 (Standort) | Wohnstallhaus | Zweigeschossiger traufständiger Satteldachbau, Erdgeschoss massiv, Obergeschoss Fachwerk, um 1800  | D-4-74-132-109 Wikidata | BW   |
| Neusles 9 (Standort) | Wohnstallhaus | Putzbau mit schiefergedecktem Frackdach, wohl massiv und Fachwerk, um 1800                         | D-4-74-132-110 Wikidata | BW   |

### Rangen
| Lage                           | Objekt        | Beschreibung | Akten-Nr.              | Bild          |
| ------------------------------ | ------------- | --- | ---------------------- | ------------- |
| Rangen 1 (Standort)            | Wohnstallhaus | Eingeschossiger Satteldachbau, verputzt, Fachwerkgiebel, erste Hälfte 18. Jahrhundert                                            | D-4-74-132-83 Wikidata | BW            |
| Rangen 3 (Standort)            | Stadel        | Satteldachbau, Fachwerk mit Bretterverkleidung, 18. Jahrhundert                                                                  | D-4-74-132-84 Wikidata | BW            |
| Rangen 4; In Rangen (Standort) | Wohnstallhaus | Eingeschossiger Satteldachbau, verputzt, Fachwerkgiebel, 18. Jahrhundert; Backhaus, massiv verputzt, Satteldach, 18. Jahrhundert | D-4-74-132-85 Wikidata | Wohnstallhaus |

### Schlichenreuth
| Lage                        | Objekt         | Beschreibung | Akten-Nr.              | Bild           |
| --------------------------- | -------------- | --- | ---------------------- | -------------- |
| Schlichenreuth 1 (Standort) | Hierzu Scheune | Zweigeschossig, Erdgeschoss Kalksteinquader, Obergeschoss Fachwerk, Satteldach, Giebelverbretterung und Klebdächer, bezeichnet 1925; Pferde- und Schweinestall, zweigeschossig, Erdgeschoss Kalksteinquader, Obergeschoss Fachwerk, Satteldach, wohl 18. Jahrhundert; Felsenkeller | D-4-74-132-86 Wikidata | Hierzu Scheune |
| Schlichenreuth 2 (Standort) | Wohnstallhaus  | Zweigeschossiger traufständiger Satteldachbau, Erdgeschoss massiv, Obergeschoss Fachwerk, bezeichnet „1842“, Erdgeschoss modern überformt | D-4-74-132-87 Wikidata | BW             |

### Sollenberg
| Lage                    | Objekt   | Beschreibung                                                | Akten-Nr.              | Bild     |
| ----------------------- | -------- | ----------------------------------------------------------- | ---------------------- | -------- |
| Sollenberg 5 (Standort) | Wegkreuz | Holzkorpus um 1700, mit erneuertem Kreuz; vor Haus Nummer 5 | D-4-74-132-88 Wikidata | Wegkreuz |

### Thuisbrunn
| Lage                                   | Objekt                                            | Beschreibung | Akten-Nr.              | Bild           |
| -------------------------------------- | ------------------------------------------------- | --- | ---------------------- | -------------- |
| In Thuisbrunn (Standort)               | Evangelisch-lutherische Pfarrkirche St. Katharina | Ehemals St. Jakobus maior, Saalkirche, neuromanischer Sandsteinquaderbau, mit Satteldach, Dachturm mit Spitzhelm, 1855/56, Patrozinium 1982 neu vergeben; mit Ausstattung | D-4-74-132-89 Wikidata | weitere Bilder |
| In Thuisbrunn; Thuisbrunn 1 (Standort) | Burg Thuisbrunn                                   | Reste einer mittelalterlichen Burgruine; Stumpf des mittelalterlichen Bergfrieds, zweigeschossiger Kalktuffquaderbau und Kellergewölbe; Forsthaus, ehemaliges Amtshaus, zweigeschossiger verputzter Satteldachbau, 16./17. Jahrhundert, im 19. Jahrhundert erweitert; Scheune, verputzter Sandsteinquaderbau, Satteldach,1846; Backhaus, verputzter Massivbau mit Satteldach, um 1900; zugehörig am nördlichen Berghang mittelalterliche Mauerreste | D-4-74-132-91 Wikidata | weitere Bilder |
| Thuisbrunn 2 (Standort)                | Pfarrhaus                                         | Erdgeschossiges Satteldachhaus über hohem Kellergeschoss, massiv verputzt, 1629, erneuert 1825 (bezeichnet) | D-4-74-132-90 Wikidata | BW             |
| Thuisbrunn 11 (Standort)               | Brauerei Seitz                                    | Zweigeschossiger giebelständiger Satteldachbau, verputzt, neugotische Haustür, bezeichnet 1719/1886 | D-4-74-132-92 Wikidata | BW             |

### Walkersbrunn
| Lage                       | Objekt                                  | Beschreibung | Akten-Nr.               | Bild           |
| -------------------------- | --------------------------------------- | --- | ----------------------- | -------------- |
| Walkersbrunn 15 (Standort) | Hierzu Fachwerkscheune                  | Auf Kalksteinsockel, Satteldach mit Hechtgaube, 18. Jahrhundert | D-4-74-132-96 Wikidata  | BW             |
| Walkersbrunn 19 (Standort) | Hofhaus                                 | Zweigeschossiger Satteldachbau, Erdgeschoss massiv, Obergeschoss Fachwerk, mit traufseitigem Wirtschaftsanbau unter Schleppdach, nach 1822                                                            | D-4-74-132-97 Wikidata  | BW             |
| Walkersbrunn 20 (Standort) | Bauernhaus                              | Eingeschossiger Putzbau mit Satteldach, Mitte 19. Jahrhundert; Fachwerkstadel, Satteldach mit verbrettertem Giebel, 18. Jahrhundert                                                                   | D-4-74-132-98 Wikidata  | BW             |
| Walkersbrunn 21 (Standort) | Ehemaliger Gasthof                      | Zweigeschossiger Satteldachbau, Fachwerk verputzt, erste Hälfte 18. Jahrhundert, verändert Mitte 19. Jahrhundert, Erdgeschossveränderungen zweite Hälfte 20. Jahrhundert                              | D-4-74-132-99 Wikidata  | BW             |
| Walkersbrunn 22 (Standort) | Hierzu Scheune                          | Satteldachbau, im unteren Teil massiv, oberhalb des Torbogens in Fachwerk, Brettergiebel, wohl Mitte 19. Jahrhundert; Stallgebäude, Frackdachhaus, massiv und Fachwerk, teilverputzt, 19. Jahrhundert | D-4-74-132-100 Wikidata | BW             |
| Walkersbrunn 23 (Standort) | Hierzu Fachwerkstadel                   | Satteldachbau, Mitte 19. Jahrhundert | D-4-74-132-101 Wikidata | BW             |
| Walkersbrunn 35 (Standort) | Pfarrhaus                               | Zweigeschossiger giebelständiger Satteldachbau, Erdgeschoss massiv, Obergeschoss Fachwerk verputzt, 18. Jahrhundert; Scheune, Satteldachbau, Sandsteinquader, 18. Jahrhundert                         | D-4-74-132-95 Wikidata  | Pfarrhaus      |
| Walkersbrunn 38 (Standort) | Evangelische Pfarrkirche zu den Gräbern | Emporensaalkirche mit polygonalem Chorschluss, verputzter Massivbau mit Satteldach. Fachwerkdachturm mit Zwiebelhaube, 1717; mit Ausstattung                                                          | D-4-74-132-94 Wikidata  | weitere Bilder |
| Walkersbrunn 44 (Standort) | Hierzu Fachwerkstadel                   | Satteldachbau mit traufseitigem Schleppdachanbau, 19. Jahrhundert | D-4-74-132-102 Wikidata | BW             |
| Walkersbrunn 45 (Standort) | Bauernhaus                              | Zweigeschossiger Satteldachbau, Erdgeschoss massiv, Obergeschoss Fachwerk, Mitte 19. Jahrhundert | D-4-74-132-103 Wikidata | BW             |

## Ehemalige Baudenkmäler
In diesem Abschnitt sind Objekte aufgeführt, die früher einmal in der Denkmalliste eingetragen waren, jetzt aber nicht mehr. Objekte, die in anderem Zusammenhang also z. B. als Teil eines Baudenkmals weiter eingetragen sind, sollen hier nicht aufgeführt werden. Aktennummern in diesem Abschnitt sind ehemalige, jetzt nicht mehr gültige Aktennummern.

| Lage                                            | Objekt                           | Beschreibung                                                                                           | Akten-Nr.              | Bild                  |
| ----------------------------------------------- | -------------------------------- | --- | ---------------------- | --------------------- |
| Gräfenberg Bahnhofstraße 14 (Standort)          | Ehemaliges Gerberhaus            | Über hohem Keller zweigeschossiger giebelständiger Satteldachbau, 1636, Mitte 19. Jahrhundert umgebaut | D-4-74-132-23 Wikidata | Ehemaliges Gerberhaus |
| Gräfenberg Nähe Egloffsteiner Straße (Standort) | Ruine einer Fachwerkscheune      | Mit Bruchsteinsockel, wohl 1550–1600; vor Nummer 16                                                    | D-4-74-132-45 Wikidata | BW                    |
| Gräfenberg Kirchplatz 4 (Standort)              | Ehemaliges Amtsgerichtsgefängnis | Zweigeschossiger, massiver Walmdachbau, verputzt, 1877                                                 | D-4-74-132-53 Wikidata | BW                    |